# 美禰線
美禰線（日语：／ Mine sen */?）是一條連結日本山口縣山陽小野田市的厚狹站至同縣長門市的長門市站，屬於西日本旅客鐵道（JR西日本）的鐵路線（幹線）。此線前身是1916年開業的美禰輕便鐵道，之後被收歸國有，並於1922年改為現今名稱。
此線雖僅開行普通車，但因有載運碳酸鈣（貨主：宇部興產）及飛灰（中國電力三隅火力發電廠燃燒煤炭後的產物）的貨物列車在此線行駛，而被列為幹線。2009年起，貨主改以公路運輸，2014年4月1日起，JR貨物終止經營此線的第二種鐵道事業業務，而不再有貨物列車行駛。2025年7月，JR西日本與美禰線沿線的行政區在利用促進協議會上決定放棄修復因豪雨而受損的美禰線，並以導入BRT系統作為後續恢復全線運行的討論方向。

## 概要
除了由廣島支社的下關地域鐵道部管轄的厚狹站外，全線都由長門鐵道部管理。

## 路線資料
- 管轄（事業類別）：西日本旅客鐵道（第一種鐵道事業者）
- 管轄、路線距離（營業距離）：46.0公里
- 軌距：1067毫米
- 站數：12個（包括起終點站）
  - 若只限屬於美禰線的車站，排除屬於山陽本線的厚狹站與屬於山陰本線的長門市站[4]則為10個。
- 複線路段：沒有（全線單線）
- 電氣化路段：沒有（全線非電氣化（日语：非電化））
- 閉塞方式：自動閉塞式（特殊）
- 最高速度：85公里/小時
- 運轉指令所（日语：運転指令所）：廣島綜合指令所厚狹派出
- 平均通過人員（日语：輸送密度）[5]
  - 1987年度：1,741人/日[6]
  - 2016年度：562人/日

## 車站列表
- 所有列車都是普通列車（停靠所有旅客站）※臨時列車除外
- 軌道（全線單線） … ◇、∨、∧：可列車交會，｜：不可列車交會
- 所有車站都位於山口縣內

| 中文站名   | 日文站名 | 英文站名 | 站間營業距離 | 累計營業距離 | 接續路線                                   | 軌道 | 所在地       |
| ---------- | -------- | -------- | ------------ | ------------ | ------------------------------------------ | ---- | ------------ |
| 厚狹       |          |          | -            | 0.0          | 西日本旅客鐵道：山陽新幹線、山陽本線       | ∨    | 山陽小野田市 |
| 鴨之庄信號場 |          |          | -            | 2.0          |                                            | ◇    | 山陽小野田市 |
| 湯之峠     |          |          | 4.2          | 4.2          |                                            | ◇    | 山陽小野田市 |
| 厚保       |          |          | 6.0          | 10.2         |                                            | ◇    | 美禰市       |
| 四郎原     |          |          | 3.0          | 13.2         |                                            | ◇    | 美禰市       |
| 南大嶺     |          |          | 3.7          | 16.9         |                                            | ◇    | 美禰市       |
| 美禰       |          |          | 2.5          | 19.4         |                                            | ◇    | 美禰市       |
| 重安       |          |          | 2.9          | 22.3         |                                            | ◇    | 美禰市       |
| 於福       |          |          | 4.9          | 27.2         |                                            | ◇    | 美禰市       |
| 澀木       |          |          | 9.9          | 37.1         |                                            | ◇    | 長門市       |
| 長門湯本   |          |          | 3.9          | 41.0         |                                            | ｜   | 長門市       |
| 板持       |          |          | 2.3          | 43.3         |                                            | ｜   | 長門市       |
| 長門市     |          |          | 2.7          | 46.0         | 西日本旅客鐵道：山陰本線、山陰本線仙崎支線 | ∧    | 長門市       |

### 廢除路段（大嶺支線）
全線位於山口縣美禰市。包括南大嶺站構內，大嶺支線不可交會。
| 中文站名 | 日文站名 | 英文站名 | 營業距離 | 接續路線                   |
| -------- | -------- | -------- | -------- | -------------------------- |
| 南大嶺   |          |          | 0.0      | 西日本旅客鐵道：美禰線本線 |
| 大嶺     |          |          | 2.8      |                            |

### 廢站、廢除信號場
廢除路段除外。（）內是厚狹站起計的營業距離。
- 松瀨信號場（日语：松ヶ瀬信号場）：1997年廢除，湯之峠站－厚保站間（6.6公里）
- 上領停留場：1920年廢除，美禰站－重安站間（約20.8公里）

## 水災

### 2010年
2010年7月12日至15日，山陽小野田市和美禰市遭遇大雨，美禰線也受到嚴重破壞。因為厚狹川氾濫，導致湯之峠站至厚保站間的第三厚狹川橋梁被沖毀，其他路段的路基也被沖毀，因此全線於7月15日停駛。JR西日本廣島支社長杉木孝行在28日的記者會上表示，修復需要1年以上的時間，且由於中央控制線路中斷，導致受災較少的路段也難以先行復駛。
由於短期內無法復駛，JR西日本自7月21日開始實施巴士替運。
山口縣知事二井關成於8月11日記者會的問答環節中表示，JR西日本的高層曾經提及美禰線因利用率低而有廢線計畫，但JR西日本澄清未有廢線計畫，並表示在與知事會面時也是以復駛為前提。
山口縣與JR西日本協商後，決定由山口縣支付約5.3億日圓作為河川改善與修復經費，9月時又在議會追加2.8億日圓的預算，並將本應由山口縣實施的部分項目，委託給JR西日本進行修復工程。在包含橋梁升級與河川整治等費用後，總工程費用約13.34億日圓，其中約4分之3由山口縣和國家負擔，而JR西日本負擔協定外的6.67億日圓。美禰線全線於2011年9月26日恢復運行。

### 2023年
2023年6月30日至7月1日，西日本發生大雨，導致四郎原站至南大嶺站間的第六厚狹川橋梁崩塌，全線停駛。7月4日起，實施巴士與計程車替運。
9月19日，JR西日本廣島支社公布了山陰本線與美禰線的受災狀況。在湯之峠站至長門湯本站間的37公里區間內，共有18處土壤流失、43處土壤崩落堆積、9處橋梁變形以及7處電氣設備受損，合計80處受災地點。這些災害多是由厚狹川水位上升與氾濫所引起，與2010年的災害相同。因此，河川管理者需要考慮厚狹川的防災強度。JR西日本表示，將配合河川改造，與相關自治體討論美禰線在地方交通中所扮演的角色，未提及修復時程與損失金額。
2024年5月29日，在山陽小野田市舉行的「JR美禰線利用促進協議會」總會上，JR西日本廣島支社長廣岡研二表示，JR難以繼續獨自營運美禰線，建議在協議會中設立新小組，討論美禰線未來的方向。

### 2025年
2025年7月16日，JR西日本與美禰線沿線的行政區在該線的利用促進協議會上，決定放棄修復因豪雨而受損的美禰線，並且以引進BRT系統作為後續恢復全線運行的討論方向。

## 脚注
1. ↑  『平成二十六年度 鐵道要覧』電気車研究会
2. 1 2  . 読売新聞社. 2025-07-17  [2025-07-18] （日语）.
3. ↑  データで見るJR西日本 （页面存档备份，存于） - 西日本旅客鉄道
4. ↑  『停車場変遷大事典 国鉄・JR編』JTB、1998年。ISBN ISBN 978-4-533-02980-6。
5. ↑  データで見るJR西日本2017 - 区間別平均通過人員および旅客運輸収入（平成28年度）PDF - 西日本旅客鉄道
6. ↑  包括廢除路段（大嶺支線）
7. ↑  JR美祢線 国体までに復旧へ （页面存档备份，存于） - 山口新聞 2011年7月14日
8. ↑  「美祢線の復旧、1年以上かかる」 山口豪雨でJR広島支社長（インターネット・アーカイブ）- 産経新聞 2010年7月29日
9. ↑  . 山口県公式ウエブサイト. 山口県広報広聴課. 2010-08-13  [2023-07-05]. （原始内容存档于2014-07-29） （日语）.
10. ↑  . web.archive.org. 2010-08-14  [2024-05-30]. （原始内容存档于2010-08-14）.
11. ↑  . 山口県公式ウエブサイト. 山口県広報広聴課. 2010-09-17  [2023-07-05]. （原始内容存档于2014-07-29）.
12. ↑  . 山口新聞. みなと山口合同新聞社. 2010-12-18  [2023-07-05]. （原始内容存档于2015-06-22） （日语）.
13. ↑  JR美祢線が運行再開 豪雨災害から1年2カ月ぶり復旧 （页面存档备份，存于） - 朝日新聞　2011年9月26日
14. ↑  . NHK NEWS WEB. 日本放送協会. 2023-07-01  [2023-07-02]. （原始内容存档于2024-02-22） （日语）.
15. ↑  . 毎日新聞 (毎日新聞社). 2023-07-01  [2023-07-02]. （原始内容存档于2023-07-11） （日语）.
16. ↑  . 読売新聞オンライン. 2023-07-04  [2023-07-24] （日语）.
17. ↑  . TBS NEWS DIG. TBS・JNN NEWS DIG合同会社.   [2024-02-23]. （原始内容存档于2023-10-27） （日语）.
18. ↑   (PDF). 西日本旅客鉄道株式会社.   [2024-02-23]. （原始内容 (PDF)存档于2024-07-12） （日语）.
19. ↑  . 毎日新聞.   [2024-05-30]. （原始内容存档于2024-02-23） （日语）.
20. ↑  . 鉄道コム. 2023-09-19  [2024-05-30]. （原始内容存档于2024-05-30） （日语）.
21. ↑  INC, SANKEI DIGITAL. . 産経新聞：産経ニュース. 2024-05-29  [2024-05-30]. （原始内容存档于2024-09-02） （日语）.
22. ↑  日本テレビ. . 日テレNEWS NNN.   [2024-05-30]. （原始内容存档于2024-05-30） （日语）.
23. ↑  . NHK. 2025-07-16  [2025-07-18]. （原始内容存档于2025-07-16） （日语）.
24. ↑  . 每日新聞社. 2025-07-16  [2025-07-18]. （原始内容存档于2025-07-16） （日语）.
25. ↑  . 朝日新聞社. 2025-07-17  [2025-07-18]. （原始内容存档于2025-07-16） （日语）.

## 關連項目
- 日本鐵路線列表